# Reliquiario della Croce del vescovo Zane
Il reliquiario della Croce del vescovo Zane è un reliquiario in argento dorato (71×22×12 cm) di Antonio Pedrina, datato 1841 e conservato nel Duomo vecchio di Brescia come parte del tesoro delle Sante Croci.

## Storia
Il 12 marzo 1531, nel Palazzo Vescovile di Brescia, alla presenza di un notaio e di varie autorità del mondo civile e religioso, il vescovo Paolo Zane dona alla comunità una crocetta di legno, di sua proprietà, composta da due frammenti ritenuti provenienti dalla Vera Croce di Gesù. Nel verbale della donazione viene attestato che la reliquia gli era stata a sua volta donata dal vescovo predecessore Lorenzo Zane, il quale l'aveva anch'egli ricevuta in donazione da papa Eugenio IV.
La crocetta è citata come fornita di custodia, anche se non è chiaro di che custodia si trattasse, se un cofanetto o un qualche tipo di reliquiario. La donazione, tra l'altro, sarà vivacemente contestata negli anni successivi, dopo la morte di Paolo Zane, dagli eredi, con interventi pure dalla Repubblica di Venezia, senza però mai avere esito. Nei secoli successivi non si rilevano notizie, nei documenti, sul tipo di custodia della reliquia per la quale, dove è citata, è utilizzato solamente il titolo, in breve consolidato, di "Croce del vescovo Zane".
Il reliquiario dove la crocetta trova definitiva collocazione viene realizzato solamente nel 1841 dall'orafo bresciano Antonio Pedrina. Il pezzo, da allora, fa parte stabilmente del tesoro delle Sante Croci e viene conservato, assieme al reliquiario delle Sante Spine, all'interno della cassaforte della cappella delle Sante Croci in Duomo vecchio.

## Descrizione
La croce si imposta su un alto piedistallo che si regge su quattro zampe di leone angolari. Sulla faccia frontale il piedistallo è ornato da un ricco bassorilievo riproducente un fitto intrico di simboli religiosi legati da racemi. Lungo gli spigoli vi sono quattro teste di putti alate.
Sul piedistallo si imposta il sostegno della croce, a due livelli in argento puro, e al di sopra la croce stessa, molto semplice: i bracci, su entrambi i lati, sono decorati da piccoli rilievi di tipo vegetale, mentre alle estremità e all'incrocio centrale sono fissati riccioli dorati, simmetrici e traforati. Al centro della croce si trova la teca contenente la reliquia, composta da due lastrine di quarzo trasparente fissate nella struttura circostante.

## Stile
La croce-reliquiario si presenta in marcato stile neoclassico con alcuni accenni all'ormai collaudato stile Impero. L'opera del Pedrina testimonia come, almeno in ambito locale, gli stilemi neoclassici erano stati in grado di perdurare all'interno dell'arte orafa, giungendo alla metà dell'Ottocento in modo definito e convincente. Il Pedrina non esita a utilizzare la simmetria per impostare stilisticamente l'intero reliquiario, preferendo una chiara esposizione dello schema costruttivo a scapito di una semplicità formale e decorativa relativamente modesta e quasi del tutto concentrata solamente nel rilievo del piedistallo.
Evidente, comunque, è lo sforzo di adattare a un oggetto di uso liturgico un repertorio di motivi ormai noti e largamente ripetuti, con scarsa creatività complessiva. Per contro, il Pedrina riesce comunque a convincere grazie all'esito monumentale dell'opera, che in parte compensa la mancata partecipazione alla ricerca di nuovi elementi formali. Il pregio maggiore del reliquiario, come già accennato, è circoscritto al piedistallo e al suo rilievo, che contrasta efficacemente con le ampie e lisce superfici del resto e con l'ornamentazione standardizzata di rosette e palmette.
Si tratta di una delle ultime opere dell'orefice, al tempo ultraottantenne, il quale sembra ancora rivelare, fino all'ultimo, la sua grande maestria di cesellatore, realizzando per il reliquiario un virtuosistico saggio delle sue capacità.